# زیبای جیب‌بر
زیبای جیب‌بر فیلمی به کارگردانی رضا صفایی و نویسندگی حبیب‌الله کسمایی محصول سال ۱۳۴۹ است.

## خلاصه داستان
مردی متمول با ازدواج پسر خود با دختر مورد علاقه‌اش مخالفت می‌کند اما پسر علیرغم میل پدرش با دختر وصلت کرده و از خانواده طرد می‌شود…

## بازیگران
- پیمان
- لی‌لی
- منصور سپهرنیا
- علی میری
- محسن مهدوی
- یدالله محمدی‌نژاد
- مژگان
- سرکوب
- اکبر جنتی شیرازی
- کهنمویی
- حسن رضایی
- اسدالله یکتا
- محسن آراسته